# Apesia
Apesia es un pueblo perteneciente al distrito de Limasol, Chipre. Apareció en las noticias mundiales en octubre de 2014 después de que se denunciara el robo de un cuadro de Edgar Degas de seis millones de euros.

## Superficie
Cuenta con una superficie de 9,289 kilómetros cuadrados.

## Demografía
Hasta 2021 la población era de 590 habitantes, con una densidad de población de 63,52 habitantes por kilómetro cuadrado.
| Gráfica de evolución demográfica de Apesia entre 1976 y 2021                         |
|                                                                                      |
| Datos según Population statistics of Eastern Europe & former USSR y City Population. |